# Canal 5 (Uruguay)

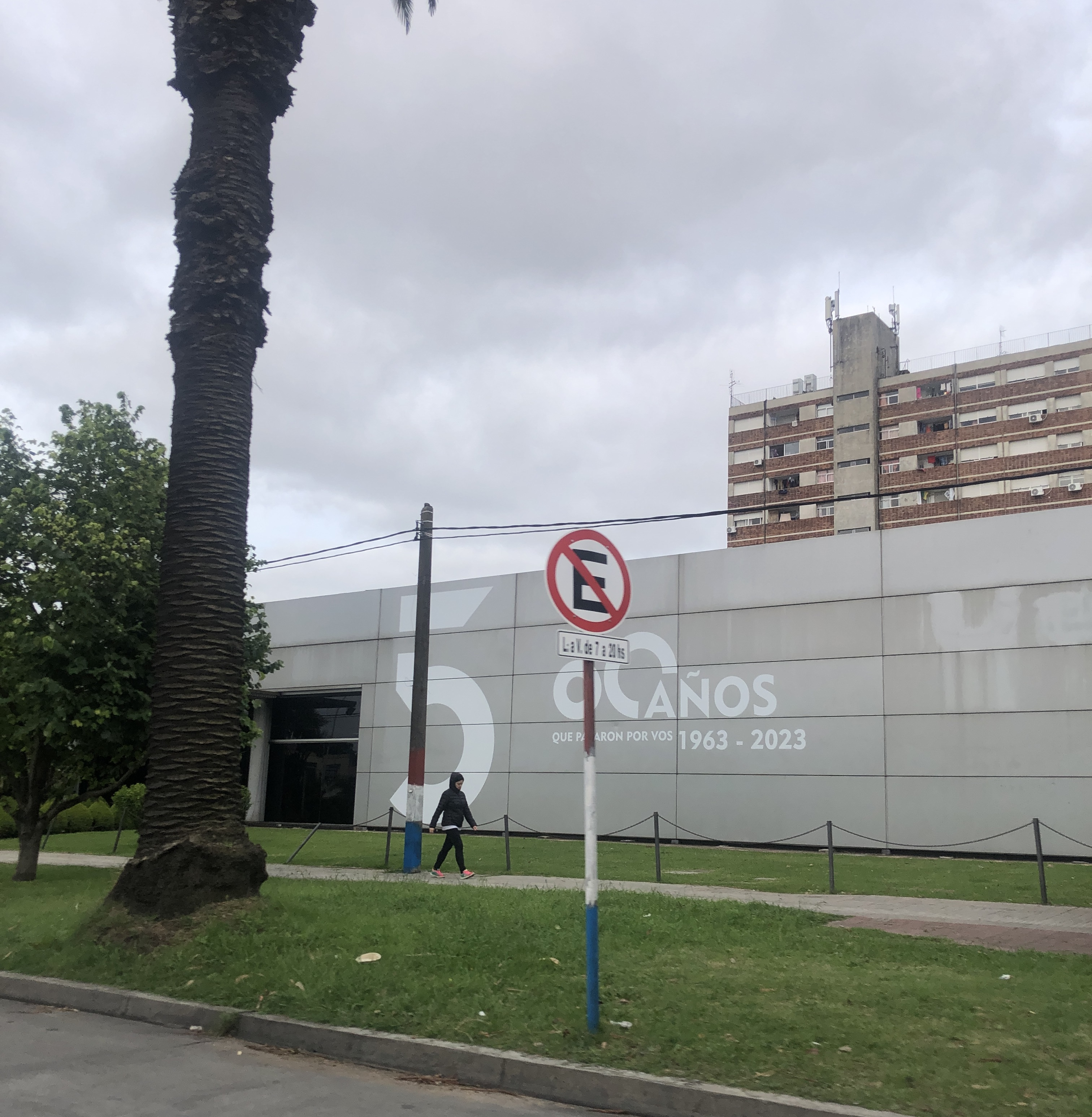
Estudios Larrañaga con motivo del aniversario de Televisión Nacional en 2023.

Canal 5 es la principal cadena de la televisión pública de Uruguay cuyos estudios centrales se ubican en Montevideo. Tiene cobertura nacional y su programación se orienta a todos los públicos, centrada especialmente en la información, el entretenimiento y la cultura, así como una franja infantil y juvenil.

## Historia

### Antecedentes
En los años cincuenta el Servicio Oficial de Difusión Radioeléctrica conforma una comisión especial con el fin de estudiar la puesta en emisión de un canal oficial para Uruguay.
En el año 1955 a instancias del I Consejo Nacional de Gobierno se aprueba la creación del canal y se otorgan los permisos para su operación, designando a Justino Zavala como el director del organismo. La conformación legal de dicha emisora también conllevaría el cambio de nombre del Sodre, el cual pasaría a denominarse como Servicio Oficial de Difusión, Radiotelevision y Espectáculos, dejando atrás el Radioeléctrica.  A pesar de que todo ameritaba dar por hecho de que en cuestiones de meses estaría al aire el primer canal de televisión del país, por cuestiones meramente burocráticas se tardarían ocho años para el inicio de sus emisiones. En diciembre de 1956 inician las emisiones del que en definitiva, sería el primer canal de televisión del país, Canal 10 SAETA.

### Inauguración
Con la asunción de Juan Pivel Devoto ante el Consejo Directivo del SODRE y posteriormente como Ministro de Instrucción se retomarían las intensas gestiones para la puesta en funcionamiento del canal. El cual iniciaría con sus emisiones experimentales el 28 de febrero de 1963 y de forma regular el 19 de junio del mismo año. En su inauguración, la cual coincidió con el aniversario del natalicio de José Gervasio Artigas participaron todas las autoridades del Consejo Nacional de Gobierno, el ministro de Instrucción, la presidenta del SODRE, Irene Ramírez y el primer director de Televisión Nacional, Justino Zavala Carvalho.
El canal comenzó sus primeras transmisiones oficiales dentro de la frecuencia 5 de la VHF, como la rama televisiva del Servicio Oficial de Difusión, Radiotelevisión y Espectáculos.
El 3 de enero de 1968, el gobierno de Jorge Pacheco Areco prohibió la entrada de Justino Zavala Carvalho, quien se desempeñaba como director del canal, y el 10 de enero se concretó la intervención del canal. Recién el 26 de enero se adopta la resolución de sumariar a Zavala y meses más tarde impuso consejo interventor que se hiciera cargo de la emisora y en marzo, tras el receso parlamentario, el Poder Ejecutivo solicitó las venías para destituir a los removidos directores.
Durante la dictadura cívico-militar, se derogaron todas las normas legales relativas a la estabilidad de los funcionarios por parte del Consejo de Estado, órgano legislativo que sustituyó al Parlamento y el Consejo Directivo del Servicio Oficial de Difusión, Radiotelevisión y Espectáculos designado por gobierno de facto destituyó a Justino Zavala Carvalho.
En 1981 y con la llegada del color, el canal cambia su denominación por la de SODRE TV Canal 5, posteriormente cambiaría a otras denominaciones, como SODRE TV Color Canal 5.

### Retorno de la democracia
Con el retorno de la democracia se designaron nuevas autoridades al frente del Consejo Directivo del SODRE y del Servicio de Televisión Nacional. Por otra parte y contrariamente a la situación de otros funcionarios públicos, que fueron amparados por la ley de restitución de los destituidos durante la dictadura, Justino Zavala Carvalho nunca fue reparado funcionalmente ni volvió a ejercer la dirección del canal. En 1986 comienza a emitirse el programa Estadio Uno de Julio Sánchez Padilla, fue uno de los primeros en transmitir mundiales de fútbol en el país. 
En las administraciones posteriores el canal sufriría distintas modificaciones en su denominación, manteniendo en algunos casos la referencia de que era, en definitiva la televisión del Sodre, a excepción del periodo 1990 - 1995 cuando se crea el Sistema Nacional de Televisión y por ende el canal adapta su denominación.

### Nuevo siglo
En octubre de 2001 se decide modificar y abandonar la denominación y programación del canal, el cual fue nombrado como Tveo Televisión Nacional, pretendiendo darle a la televisión Nacional, una imagen de renovación. Paralelamente el 18 de septiembre de 2002, mediante ley N° 17.556, el Canal 5 se escindió del Servicio Oficial de Difusión, Radiotelevision y Espectáculos para comenzar a ser dirigida por la entonces Dirección General de Televisión Nacional dependiente del Ministerio de Educación y Cultura.
En la noche del 6 de noviembre de 2005 un incendio azotó los estudios del barrio Larrañaga, dejándolo fuera de emisión y con destrucciones totales en el sector de redacción del informativo, un depósito y la zona de la utilerías.
Dicho incendio fue tan temido que debieron estar presentes seis dotaciones de bomberos, pero dejó en claro la situación en la que se encontraba al canal, debido a los años de malas gestiones y de poco presupuesto; el canal no contaba con habilitación de bomberos, los extintores no estaban habilitados, además de los ya existentes problemas edilicios, como el estado ruinoso de algunas dependencias, elementos eléctricos sin protección, goteras y la falta de un aislamiento adecuado.
Finalmente, el 11 de noviembre de 2005, Tveo volvió a iniciar sus transmisiones, ese mismo año, su nombre comienza a ser Televisión Nacional Uruguay. 
En octubre de 2009, con la presencia del Presidente de la República, Tabaré Vázquez, se inauguraron los renovados estudios de Televisión Nacional Uruguay, remplazando a los antiguos galpones de chapa. En esta reconstrucción, se reconstruyeron espacios televisivos, oficinas, áreas de servicios, estudios, áreas auxiliares como maquillaje, producción, vestuarios, informática, un hall, además de equipamientos, lo que permitió llegar a cuatro estudios en funcionamiento.
Uno de los cuatro estudios, trajo una experiencia inédita: ya que el estudio de televisión se ve desde el exterior, con la intención de que las personas vean cómo se hace televisión.
Por otro lado, la tecnología y el equipamiento fueron enriquecidos, además de incorporar cámaras para estudios de distintas tecnologías, cámaras para exteriores, cámaras robóticas y tecnología digital, más un móvil satelital, que permite una amplia cobertura de eventos en el Interior.
El 19 de junio de 2013, se cumplieron y realizaron los festejos por sus primeros cincuenta años ininterrumpidos al aire. Para tal conmemoración, se emitieron relatos de personas destacadas del canal y que participaron en sus cincuenta años. Para finalizar, se realizó un acto en dicha sede que contó además con la participación del Presidente de Uruguay, José Mujica y diferentes personalidades nacionales, en dicho acto se realizó un emotivo recordatorio a quien fuese su fundador y principal director Justino Zavala Cavalho.
En 2023 se celebraron los sesenta años de emisión, con diferentes actividades, desde y fuera del aire. El día 21 de junio se celebró la gala de conmemoración en el Auditorio Nelly Goitiño , en la cual se presentó el sello conmemorativo del Correo Uruguayo y se realizó una serie de homenajes a diferentes personalidades que formaron parte del mismo, Julio Sánchez Padilla, Cristina Morán, Ignacio Suárez, entre otros.

## Programación
En su programación generalista, enfocada a todos los públicos podemos encontrar programas enfocados a la difusión cultural, la enseñanza, las ciencias, las artes, así como también las entrevistas a diferentes actores, políticos, como sociales, el programa más importante de los noticieros, es Canal 5 Noticias, aunque también se destacan programas como Patrimonio Silenciosos, el magazín Modo País, el cual realiza un contacto en directo con diferentes medios de todo el territorio nacional. Además de los programas  especiales como las transmisiones de las galas del SODRE y sus respectivos cuerpos estables, fiestas nacionales y otras conmemoraciones de interés general.  

### Históricos programas
- Estadio Uno (1971- 2017): fue un programa deportivo. Emitido desde el 5 de junio de 1970 hasta el 19 de diciembre de 2017 y conducido por Julio Sánchez Padilla, dicho programa por su trayectoria y permanencia ininterrumpida en los medios, figura en el Libro Guinness.
- La Hora de los Deportes (1986 - presente): programa de periodismo deportivo
- El Club de la Buena Vida
- Puglia Invita (1990 - 2003): programa televisivo uruguayo de entrevistas con almuerzos conducido por el cocinero, empresario y conductor Sergio Puglia.
- Un día en la Vida, fue un ciclo de entrevistas conducido por el escritor Ignacio Suárez
- Sonia entrevista, ciclo de entrevistas conducido por Sonia Breccia.
- Americando
- TA, tiempo de aprender

### Actuales programas
- Basta de Cháchara (2020-presente): Magazine matutino conducido por Analaura Barreto y Leonardo Lorenzo. Participan Virna Castelli, Paula Estela y Emilio Pintos.
- El Living (2023 - presente): Magazine periodístico y de actualidad, conducido por Paula Echevarría. Participan Alejo Piazza y Juan Pablo Brianza.
- Modo país (2021 - 2025): Matinal periodístico y de actualidad. Finaliza el viernes 9 de mayo de 2025. Conducen Miguel Chagas, Rosario Collazo y Diego Domínguez, participa Virna Castelli.
- Buscadores (2002-2019, 2020-presente): Todas las tardes se analizan y debaten a diario los temas de mayor relevancia en Uruguay en tema político y social. Conducen "Checho" Bianchi y Fernando Vilar.
- Olas y vientos: Programa de deporte, acción, aventura y viajes.
- EPA, Esto pasa acá: Programa de espectáculos, emitido todos los lunes después de Canal 5 Noticias central. Conducido por Soledad Legaspi y Fernando Tetes.

## Servicio informativo
El servicio informativo de Canal 5 es Canal 5 Noticias, el cual se emite desde el 2008, anteriormente denominado TNU Noticias y InfoTNU. En dicho noticiero se hace un repaso a la actualidad del día, a través de los hechos más relevantes en los ámbitos nacionales, internacional, sociales, políticos y deportivos.
Cuenta con tres emisiones diarias, a la mañana, al mediodía y la tarde noche .

## Presentadores
- Julio Sánchez Padilla, conductor del programa Estadio Uno.
- Sonia Breccia, conductora de diversos programas periodísticos, quien además, supo ser Directora del canal.
- Sergio Puglia
- Julia Möller
- Cristina Morán
- Omar Gutiérrez
- Rosario Castillo
- Alberto Sonsol
- Sergio Gorzy
- Julio Sánchez Padilla
- Juan Carlos López

## Imagen corporativa

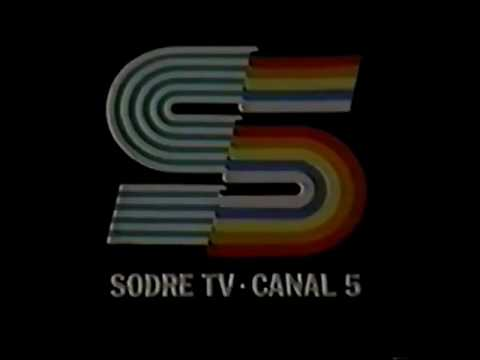
1985–1993
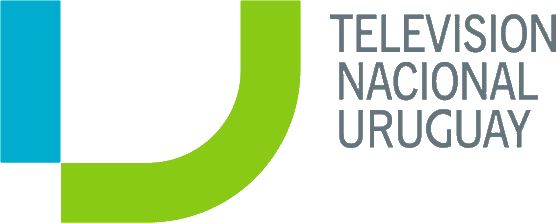
2005–2017
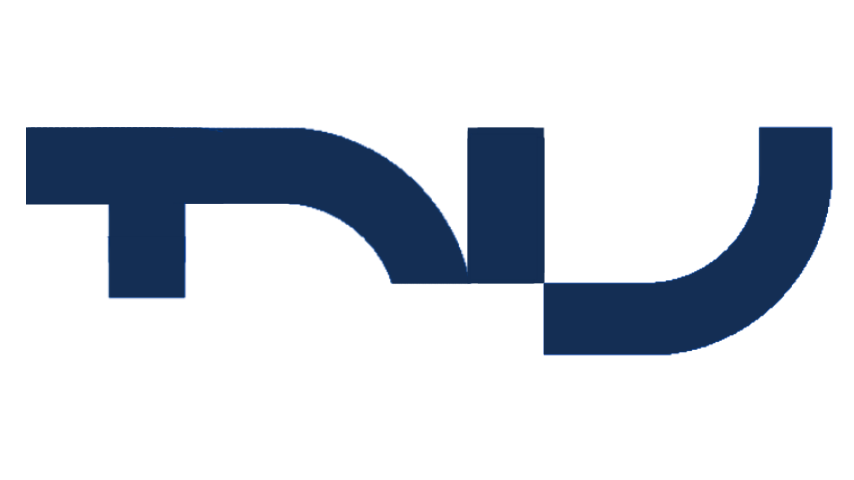
2018–2021
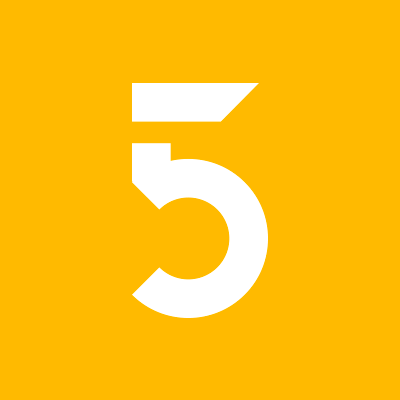
2021–2025

## Señal en alta definición
El 10 de junio de 2016, en asociación con Tenfield, Canal 5 lanzó su señal HD con la emisión de los principales partidos de la Eurocopa 2016 en el canal 5.1 de la televisión digital terrestre. El canal vuelve a asociarse con la empresa para transmitir los Juegos Olímpicos de Río 2016 en alta definición.
En 2017, y visto que la Asociación Uruguaya de Fútbol no había llegado a un acuerdo con la empresa Tenfield y los canales de televisión abierta, los partidos amistosos de la Selección Uruguaya de Fútbol contra Italia e Irlanda fueron transmitidos en HD, bajo producción propia del canal.
En 2018, con la ayuda técnica de TV Ciudad, el canal público de Montevideo, logra transmitir por primera vez la Semana Criolla del Prado en HD. El 21 de agosto del mismo año, Canal 5 realiza pruebas de emisión en la relación de aspecto 16:9. Cuatro días después, el 25 de agosto, el canal cambia su relación de aspecto definitivamente de 4:3 a 16:9, aunque emitiendo en resolución estándar en simultáneo con reescalado en la señal HD.
En 2019, en asociación con AUFTV, Canal 5 transmitió la final del Campeonato Uruguayo de Fútbol Femenino.
Finalmente, el jueves 16 de marzo de 2020 comienza a emitir contenidos grabados en HD por sí mismo con equipos propios mejorando sustancialmente la calidad de imagen e incorporando nuevo formato de hora y temperatura en la pantalla.
Su nueva antena, esta instalada en una dependencia de la Administración Nacional de Telecomunicaciones. Anteriormente estaba en el predio de su canal, pero había sido suplantada hacia una que estaba sobre la cima del Palacio Municipal de Montevideo. La histórica antena, en el predio del canal, fue desmantelada en 2017.